# Nephrotoma rajah
Nephrotoma rajah är en tvåvingeart som beskrevs av Alexander 1951. Nephrotoma rajah ingår i släktet Nephrotoma och familjen storharkrankar. Inga underarter finns listade i Catalogue of Life.